# Grietherorter Altrhein
Das Naturschutzgebiet Grietherorter Altrhein liegt auf dem Gebiet der Stadt Rees im Kreis Kleve in Nordrhein-Westfalen.
Das aus zwei Teilflächen bestehende Gebiet erstreckt sich zwischen dem Emmericher Ortsteil Dornick im Norden und dem Reeser Stadtteil Esserden im Süden direkt entlang des westlich fließenden Rheins.

## Bedeutung
Für Rees ist seit 1981 ein 508,01 Hektar großes Gebiet unter der Kenn-Nummer KLE-003 als Naturschutzgebiet ausgewiesen. Das Gebiet wurde unter Schutz gestellt wegen des ursprünglichen Auenreliefs mit autochthonen braunen Auenböden und Auengleyen über eiszeitlich geschichteten Kiesen und Sanden sowie lehmig-tonigen Hochflutablagerungen des Rheins.
Das Naturschutzgebiet liegt zwischen Rhein und Rees-Bienen. Die erste Schutzausweisung erfolgte 1985, ein weiteres Teilgebiet kam 1996 hinzu. Es steht in direktem Kontakt mit dem Naturschutzgebiet Bienener Altrhein, Millinger Meer und Hurler Meer. Zusammen bilden sie einen einmaligen Altarmkomplex, der noch weitgehend der natürlichen Überflutungsdynamik des Rheins unterliegt. Das heutige Gebiet umfasst den Altrhein selbst, die angrenzenden, landwirtschaftlichen Flächen sowie die teilverfüllte Reliktabgrabung Reeserward im Süden des Gebietes. Die landwirtschaftlichen Flächen werden nahezu ausschließlich als Grünland genutzt; mehr als die Hälfte davon wird extensiv bewirtschaftet. Hier wachsen noch vereinzelt Wiesenblumen, wie der Echte Kümmel, Wiesen-Pippau oder auch der Wiesen-Bocksbart.
Das Herzstück des Naturschutzgebietes bildet der Grietherorter Altrhein sowie die Reliktabgrabung Reeserward. Beide Gewässer sind durch ihre Rheinanbindung besonders für die Fischfauna bedeutsam. Die Vegetation ist gekennzeichnet durch Pionier- und Röhrichtgesellschaften, Auwaldbereichen, Schlammfluren sowie extensiven Grünlandflächen. Eine typische Pflanze ist die Rossminze. Die Vogelwelt des Grietherorter Altrhein ist sehr artenreich. 2016 konnten allein 75 Brutvogelarten erfasst werden, darunter der in NRW vom Aussterben bedrohte Rotschenkel sowie die stark gefährdeten Arten Gartenrotschwanz, Großer Brachvogel, Rebhuhn und Wiesenpieper. Auch hier spielt wieder die Reliktabgrabung Reeserward eine herausragende Rolle, da die ausgedehnten Flachufer zum Beispiel für Regenpfeiferartige wie  Rotschenkel oder Kiebitz einen optimalen Brut- und Nahrungsraum darstellen.
Siedlungen in der Umgebung sind Grietherbusch, Grietherort und Grieth.

## Zusammenhang mit anderen Schutzgebieten
Das Naturschutzgebiet ist Teil des EU-Vogelschutzgebiets „Unterer Niederrhein“.

## Galerie

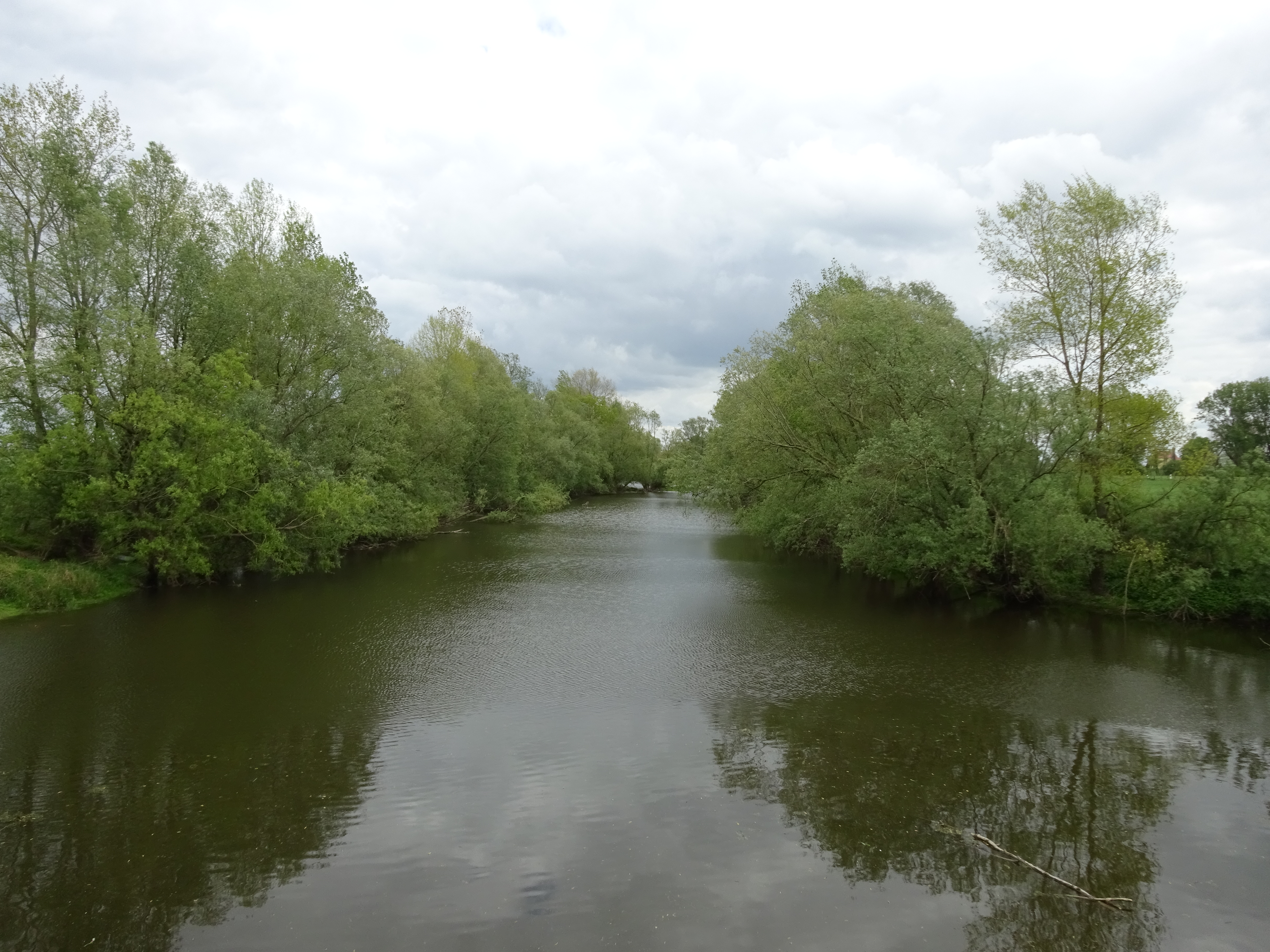
Grietherorter Altrhein
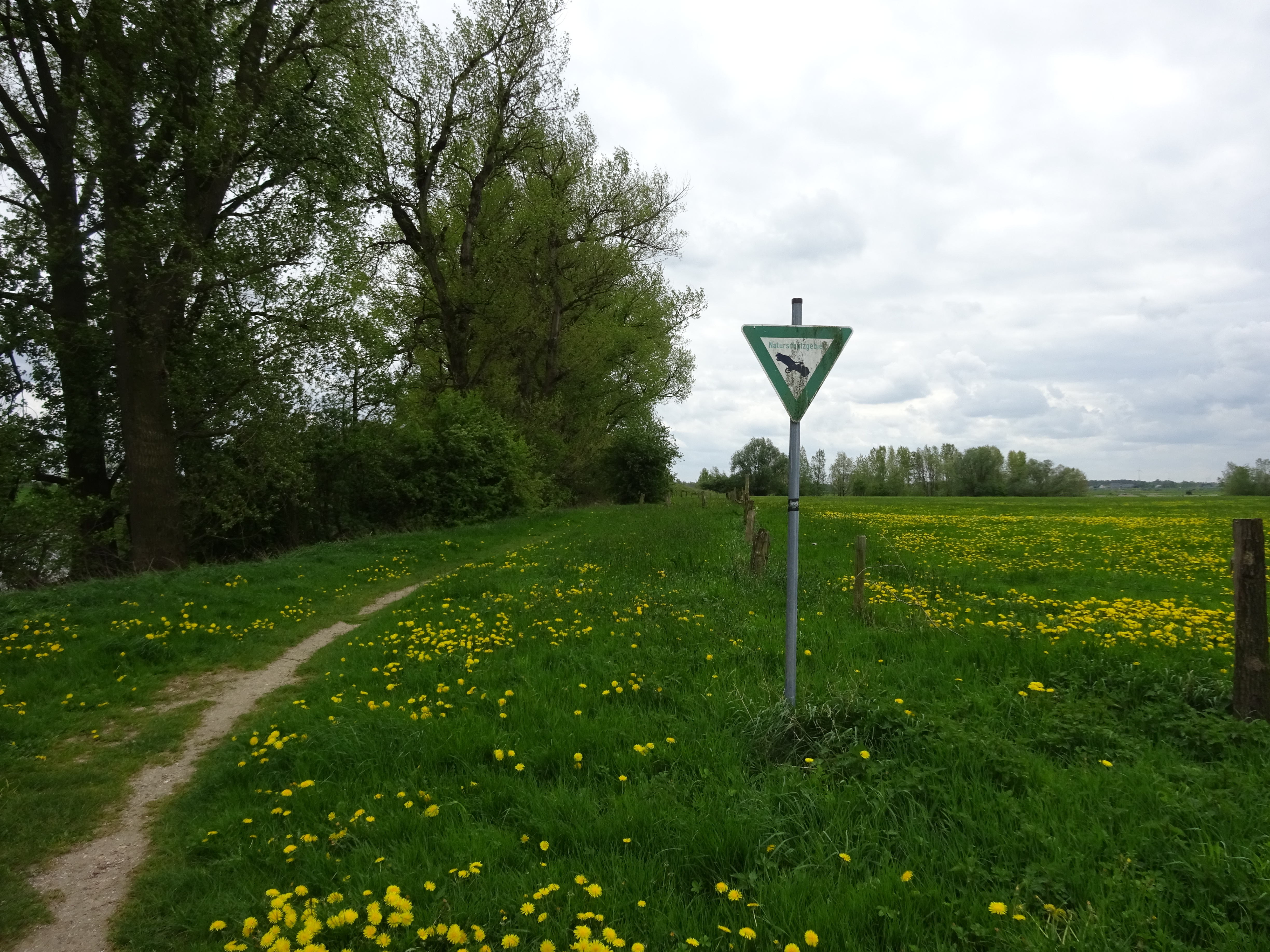
Observationspunkt
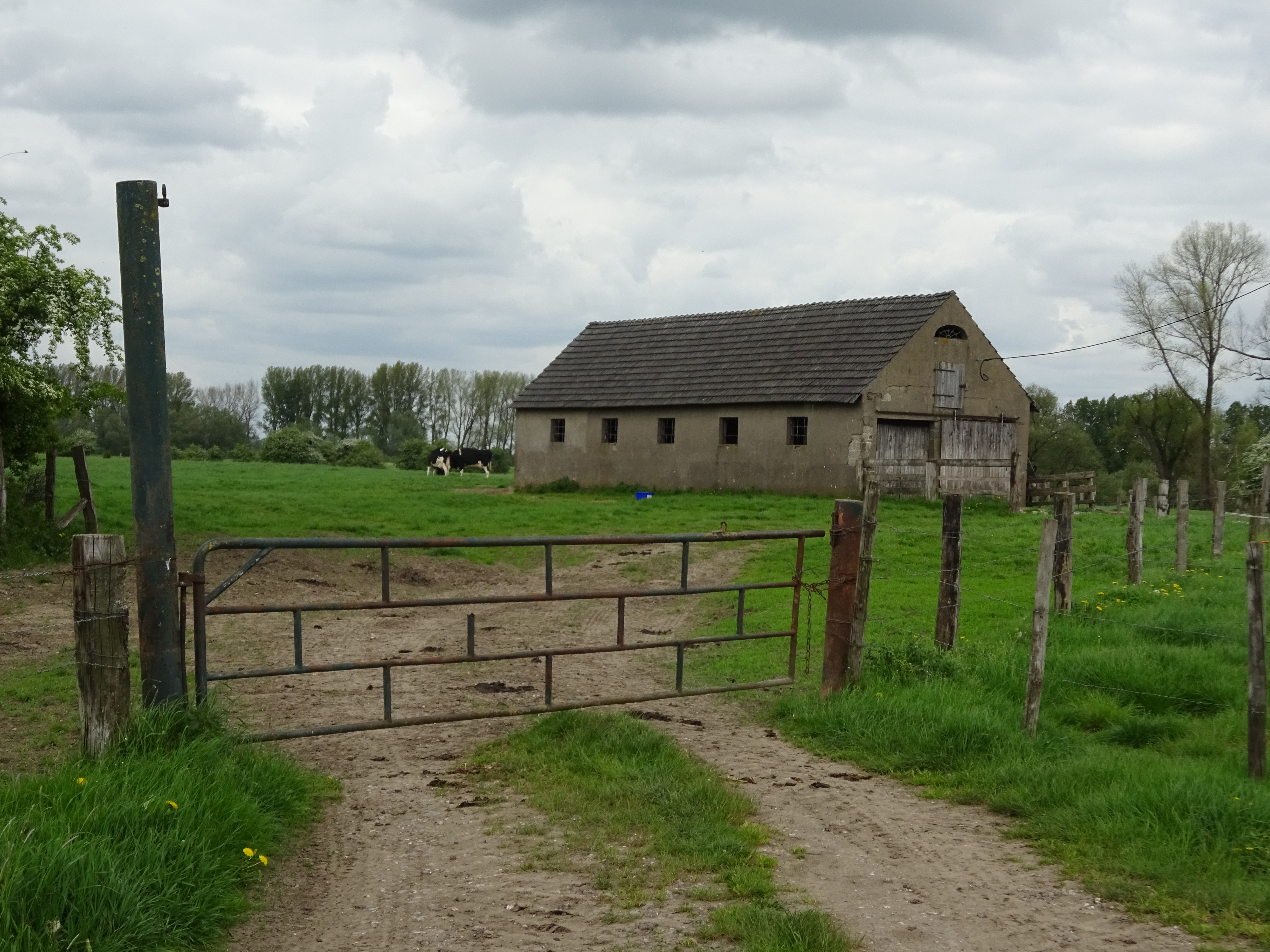
Extensive Viehhaltung
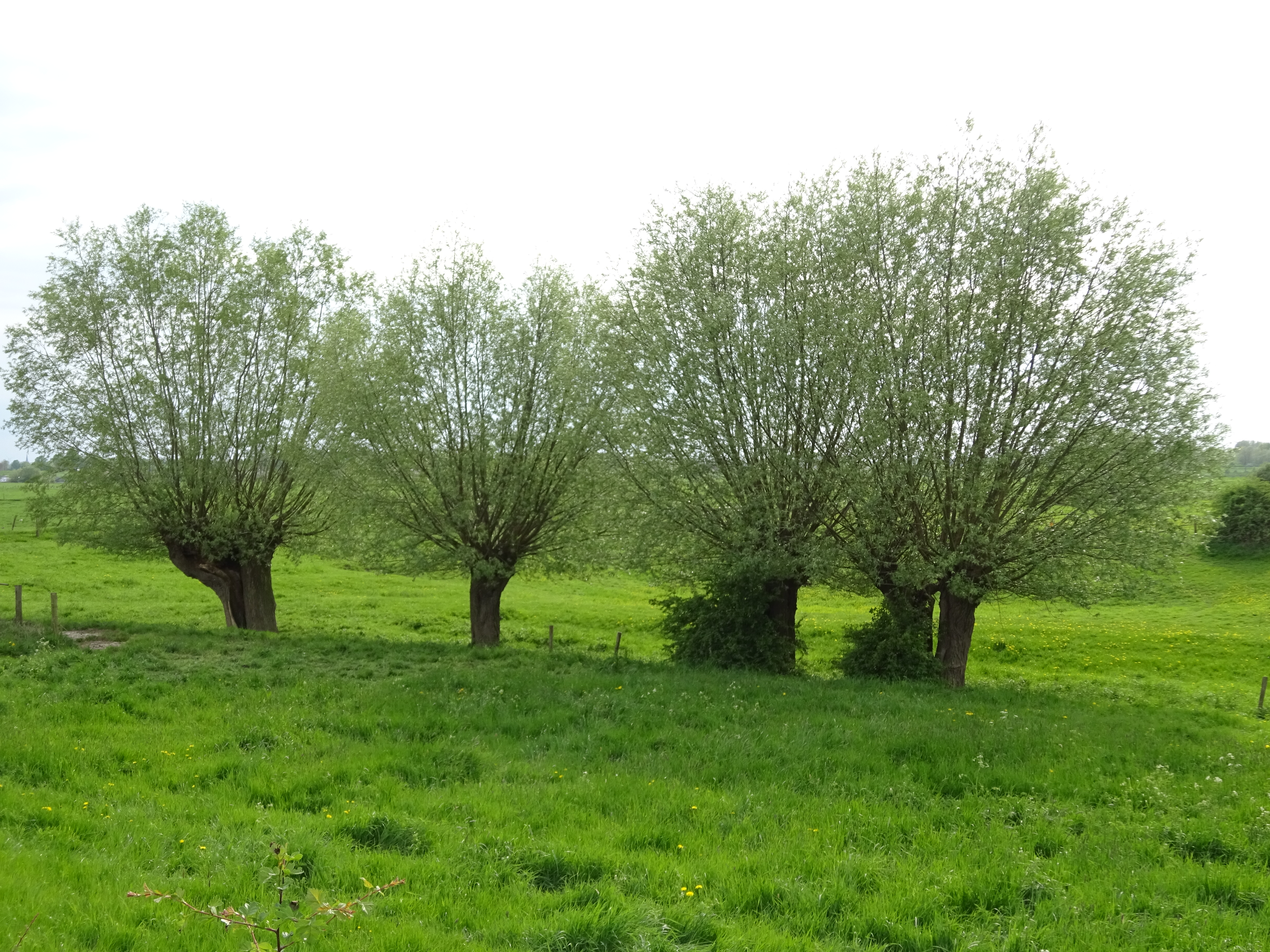
Kopfweiden